# 岡達子
岡 達子（おか たつこ、1931年 - ）は、日本の翻訳家。
特に『修道士カドフェル』シリーズの翻訳で知られる。北海道生まれ。東京外国語大学英米科卒業。

## 翻訳
- 『世界不思議物語』（ナイジェル・ブランデル、野中千恵子共訳、社会思想社、現代教養文庫、ワールド・グレーティスト・シリーズ） 1988.3
- 『世界怪奇実話集』（N・ブランデル, R・ボア、野中千恵子共訳、社会思想社、現代教養文庫、ワールド・グレーティスト・シリーズ） 1988.11
- 『結婚していてもなお孤独 LTL症候群の女たち』（ダン・カイリー、社会思想社） 1990.7
- 『世界謎物語』（ダニエル・コーエン、社会思想社、現代教養文庫、ワールド・グレーティスト・シリーズ） 1990.6
- 『崩壊帝国アメリカ「幻想と貪欲」のレーガン政権の内幕』上・下（ヘーンズ・ジョンソン、小泉摩耶, 野中千恵子共訳、徳間書店） 1991.8
- 『世界の秘密警察』（ブルース・クウォリー、社会思想社、現代教養文庫） 1991.4
- 『ジャックは絞首台に!』（リーオ・ブルース、社会思想社、現代教養文庫） 1992.7
- 『イギリス怪奇幻想集』（訳編、社会思想社、現代教養文庫） 1998.3

### 「修道士カドフェル」シリーズ
- 『門前通りのカラス』（エリス・ピーターズ、社会思想社、現代教養文庫、修道士カドフェル・シリーズ12） 1993.7、のち光文社文庫
- 『憎しみの巡礼』（エリス・ピーターズ、社会思想社、現代教養文庫、修道士カドフェル10） 1993.3、のち光文社文庫
- 『異端の徒弟』（エリス・ピーターズ、社会思想社、現代教養文庫、修道士カドフェル16） 1994.7、のち光文社文庫
- 『デーン人の夏』（エリス・ピーターズ、社会思想社、現代教養文庫、修道士カドフェル18） 1995.3、のち光文社文庫
- 『背教者カドフェル』（エリス・ピーターズ、社会思想社、現代教養文庫、修道士カドフェル20） 1996.1、のち光文社文庫
- 『修道士カドフェルの出現』（エリス・ピーターズ、岡本浜江, 大出健共訳、光文社文庫） 2006 - 短編集